# Уоллес, Джи
Джи Уоллес (англ. Ji Wallace) — австралийский гимнаст и олимпийский призёр в прыжках на батуте.

## Биография
В начале своей карьеры Джи Уоллес выиграл несколько национальных австралийских турниров и Первый успех на международных соревнованиях получил в 1996 году, выиграв золото в двойном мини-батуте на 19-м чемпионате мира по прыжкам на батуте в Ванкувере.
В чемпионатах мира, проводимых в Сиднее, он установил мировой рекорд по самой высокой степени сложности в двойном мини-батуте.
На летних Олимпийских играх 2000 года в Сиднее завоевал серебряную медаль в прыжках батуте.